# Коткор
Коткор (кирг. Коткор) — село в Базар-Коргонском районе Джалал-Абадской области Кыргызстана. Входит в состав Кенешского айылного аймака.

## География
Село расположено в юго-восточной части области, на левом берегу реки Шайдан-Сай, на расстоянии приблизительно 7 километров (по прямой) к северо-востоку от города Базар-Коргон, административного центра района.

## История
Населённый пункт получил статус села 27 июня 2017 года.

## Население
Согласно оценочным данным Национального статистического комитета Кыргызской Республики, численность населения села на начало 2023 года составляла 2408 человек.
| год     | 2020 | 2021 | 2023 |
| ------- | ---- | ---- | ---- |
| человек | 2224 | 2286 | 2408 |